# Rismyrtjärnen (Hammerdals socken, Jämtland)
Rismyrtjärnen är en sjö i Strömsunds kommun i Jämtland och ingår i Indalsälvens huvudavrinningsområde.